# یک سوگنامه تانگو
یک سوگنامه تانگو (انگلیسی: A Tango Tragedy) یک فیلم صامت کوتاه کمدی است که در سال ۱۹۱۴ منتشر شد. از بازیگران این فیلم می‌توان به بیلی باورز، جولیا کَلهون، اولیور هاردی و ریموند مک‌کی اشاره کرد.